# Прибережні ліси Середньоатлантичних Штатів
Прибережні ліси Середньоатлантичних Штатів або Прибережні савани Середньоатлантичних Штатів (ідентифікатор WWF: NA0517) — неарктичний екорегіон хвойних лісів помірної зони, розташований на сході США.

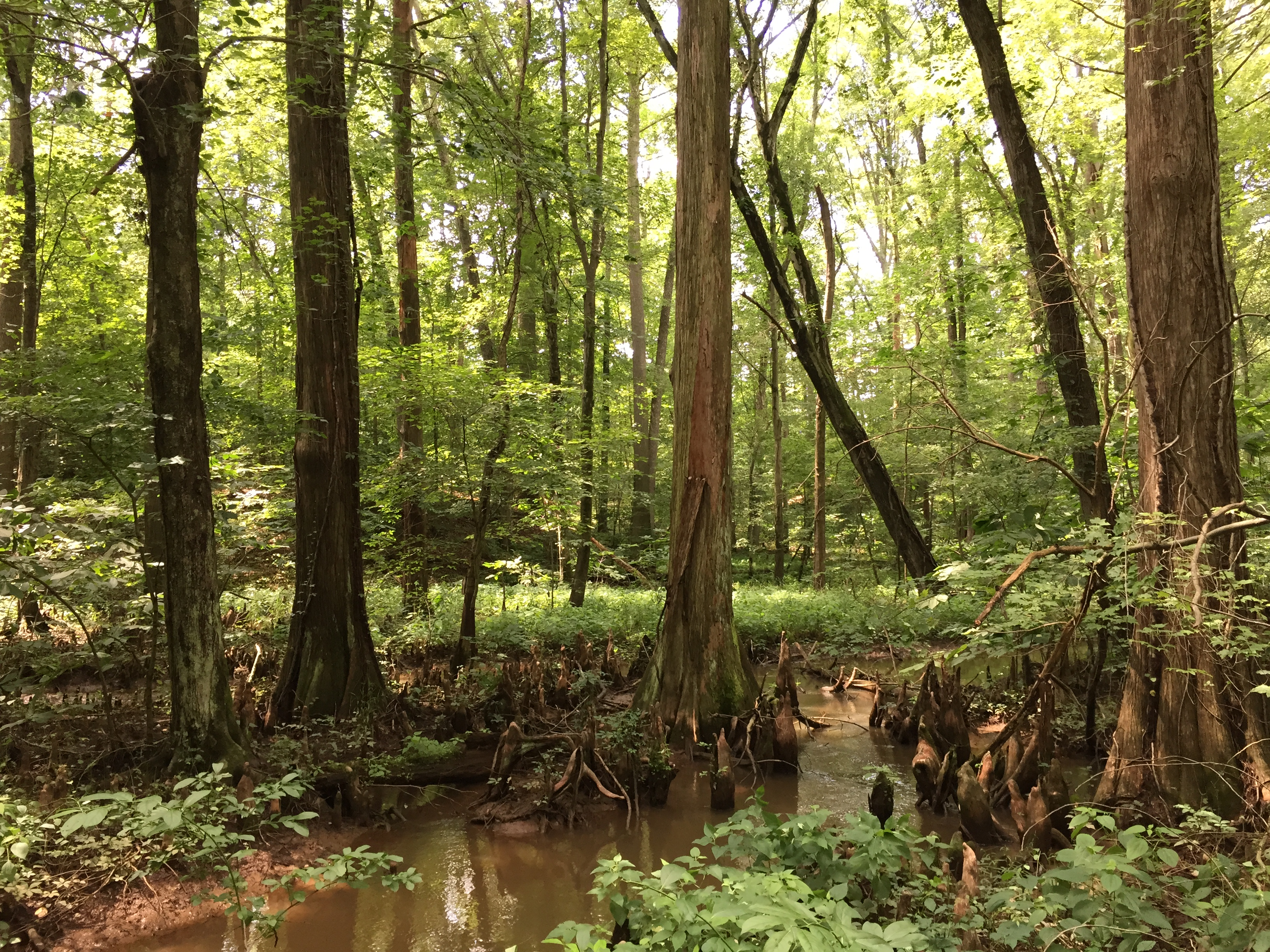
Велике Кипарисове болото (Меріленд)

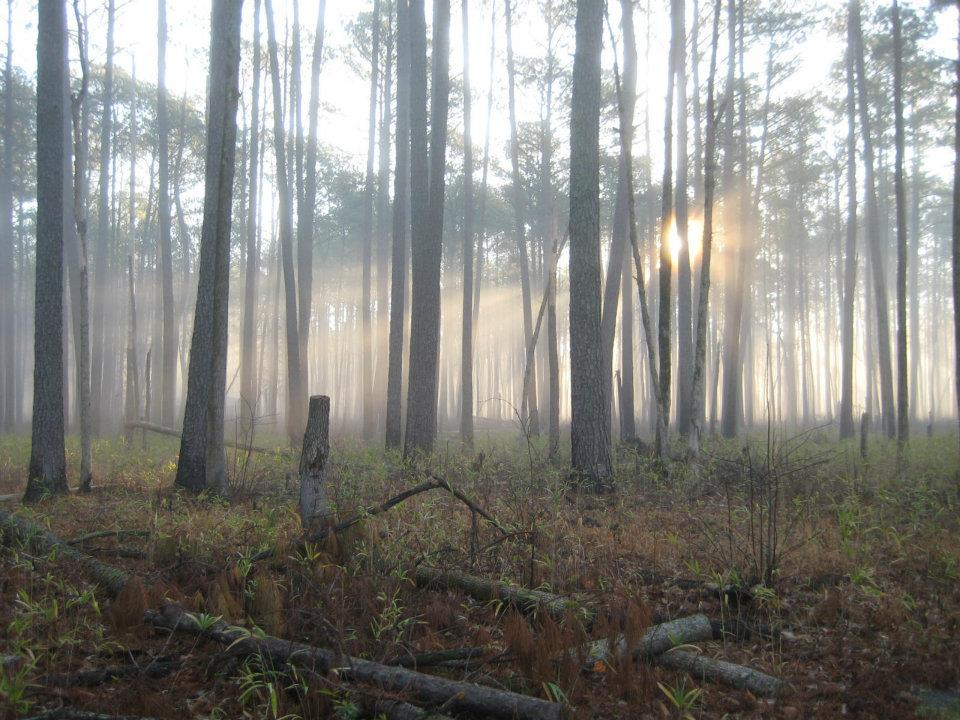
Сосновий ліс на Великому Похмурому болоті (Меріленд)

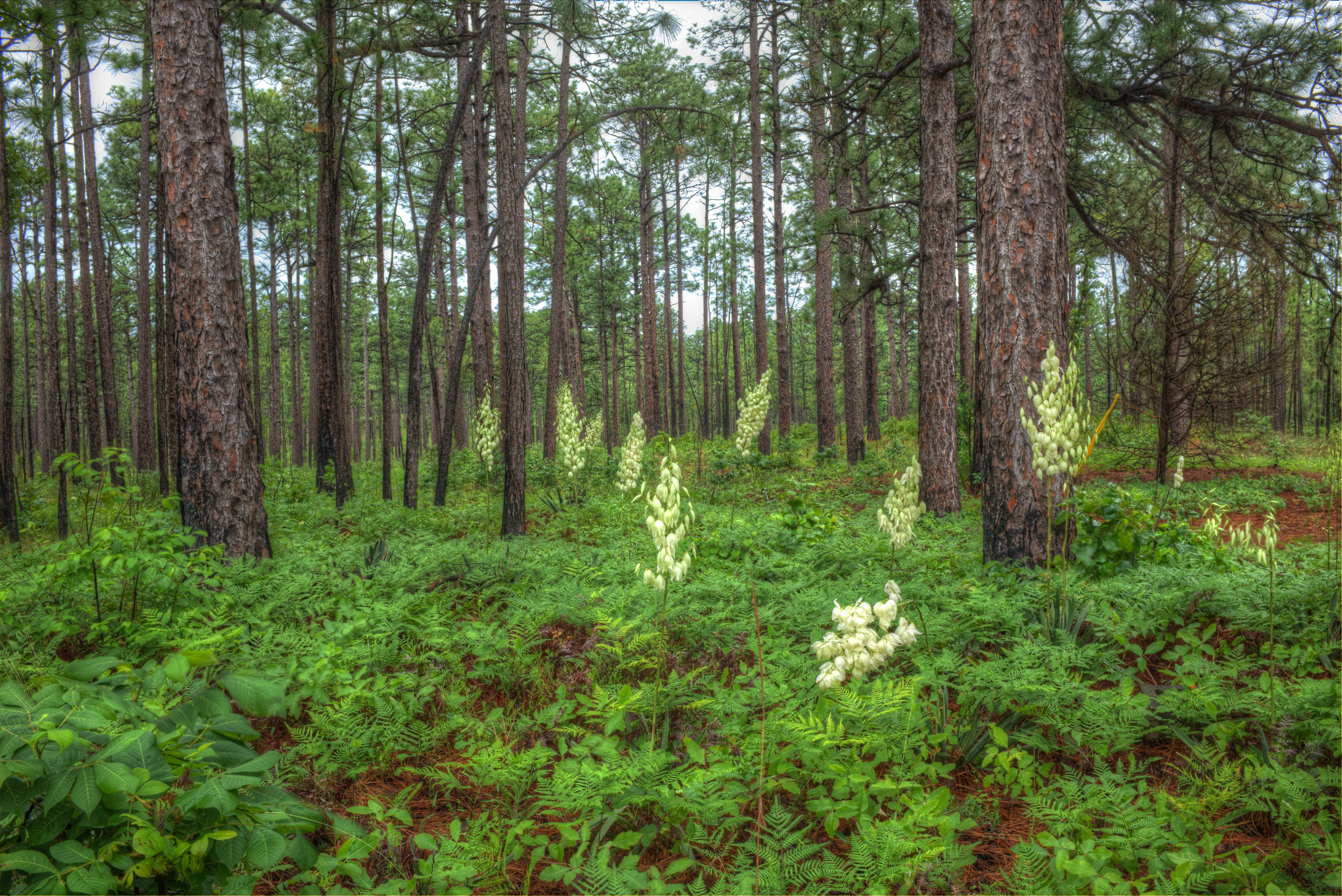
Ліси піщаних пагорбів Кароліни

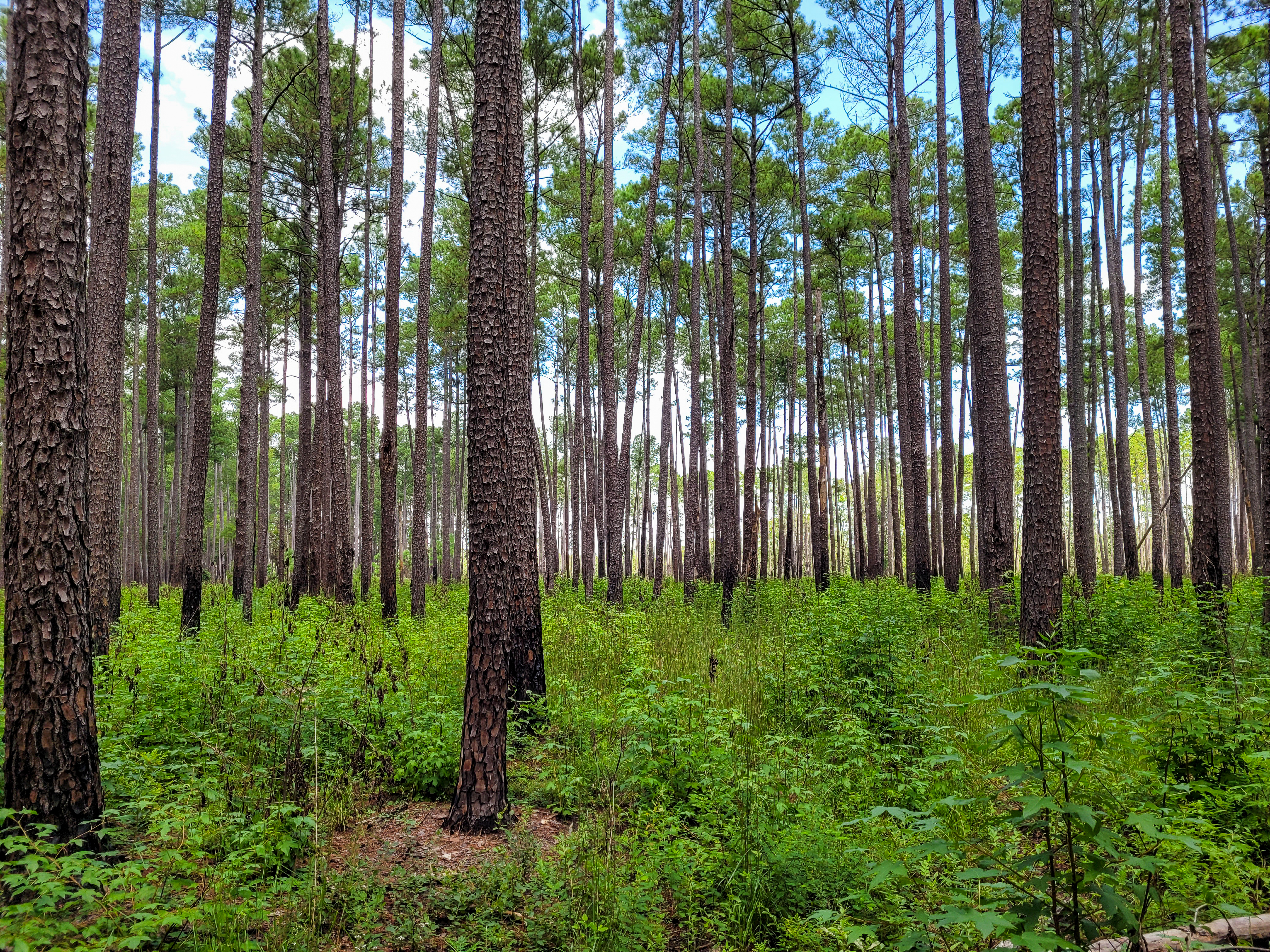
Сосновий ліс у Національний парк Конгарі (Південна Кароліна)

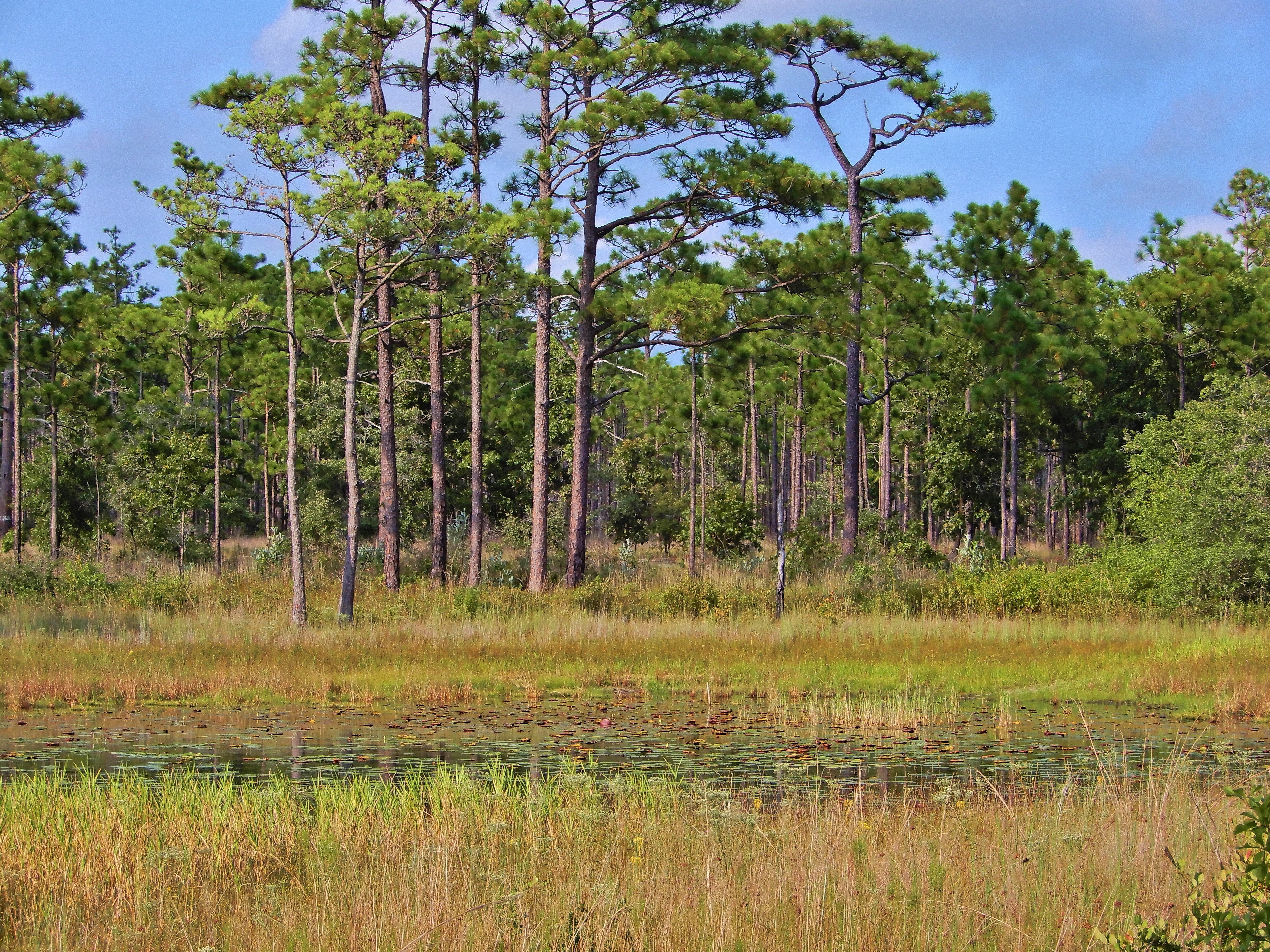
Національний ліс Кроатан (Північна Кароліна)

## Географія
Екорегіон прибережних лісів Середньоатлантичних Штатів охоплює прибережні райони, що лежать на центральному та південно-східному узбережжі США. Він простягається від східної Джорджії через східні райони Південної Кароліни та Північної Кароліни до узбережжя Чесапікської затоки в штатах Вірджинія та Меріленд та до півострова Делмарва в штатах Меріленд і Делавер. Рельєф регіону представлений Атлантичними низовинами, що лежать на висоті до 100 м над рівнем моря і простягаються від узбережжя Атлантичного океану вглиб континенту на 50-100 км. З геологічної точки зору їх основу складають крейдові та кайнозойські осадові породи. На заході ці рівнини переходять у різкий уступ, за яким лежать плато Підмонту — східних передгір'їв Аппалачів.
Природне середовище екорегіону постійно змінюється під впливом природних процесів. Долини, прибережні рівнини та морські узбережжя вразливі до тропічних циклонів та повеней. Більш сухі території, де переважають пористі піщані ґрунти, вразливі до посух та пожеж. Пожежі, які регулярно відбуваються кожні 1-3 роки, сприяють росту трав'янистих рослин, а більш тривалі інтервали між пожежами призводять до домінування густих чагарникових заростей та вічнозелених широколистяних дерев.
На північ від регіону поширені прибережні ліси північного сходу США, а на південь — хвойні ліси південного сходу США. На заході, на плато Підмонту, екорегіон переходить у мішані ліси південного сходу США.

## Клімат
В межах екорегіону домінує вологий субтропічний клімат (Cfa за класифікацією кліматів Кеппена), який характеризується спекотним, дощовим літом та м'якою зимою. Середня температура в регіоні коливається від 13 °C до 20 °C. Середньорічна кількість опадів коливається від 1100 до 1600 мм, які рівномірно розподілені протягом року. Влітку опади випадають у вигляді частих гроз. Раз на 5-6 років в регіоні трапляються тропічні циклони.

## Флора
Основними рослинними угрупованнями екорегіону є мішані сосново-дубові ліси. Вони ростуть на сухих, піщаних ґрунтах, і в них часто спалахують пожежі, спричинені ударом блискавки. До появи в Північній Америці європейських колоністів ліси регіону мали відкритий, саваноподібний вигляд. В них домінували довгохвойні сосни (Pinus palustris), чудово пристосовані до частих пожеж, однак внаслідок інтенсивної вирубки майже 95 % соснових лісів було знищено. Найбільші масиви лісів довгохвойних сосен збереглися на Зеленому болоті, розташованому на кордоні Північної та Південної Кароліни, а також на Піщаних пагорбах, що простягаються уздовж підніжжя Підмонту в Кароліні та Джорджії. Наразі в лісах регіону домінують ладанні сосни (Pinus taeda) та короткохвойні сосни (Pinus echinata). Ладанні сосни (Pinus taeda) активно висаджують на мільйонах акрів плантаційних лісів на південному сході США. Також в екорегіоні поширені ставкові сосни (Pinus serotina) та смолисті сосни (Pinus rigida), які утворюють більш розрідженні угруповання, ніж типові ліси довгохвойної сосни. У місцевостях, де поширені вологі ґрунти, або де пожежі нечасті, широколистяні дерева домінують в екосистемі. Серед широколистяних дерев, що зростають у мішаних лісах екорегіону, слід відзначити індичковий дуб (Quercus laevis), зірчастий дуб (Quercus stellata), миртолистий дуб (Quercus myrtifolia), південний червоний дуб (Quercus falcata) та звичайну катальпу (Catalpa bignonioides).
У деяких районах на узбережжі південно-східної Південної Кароліни та Джорджії зустрічаються вічнозелені широколистяні ліси, які часто утворюють ізольовані гаммоки. В цих лісах зустрічаються вічнозелені широколистяні та хвойні дерева, зокрема великоцвіті магнолії (Magnolia grandiflora), віргінські магнолії (Magnolia virginiana), прибережні персеї (Persea borbonia), волохатоцвіті гордонії (Gordonia lasianthus), карликові пальметто (Sabal minor), віргінські яловці (Juniperus virginiana), ладанні сосни (Pinus taeda), а також миртолисті дуби (Quercus myrtifolia) та характерні віргінські дуби (Quercus virginiana). Останні часто бувають вкриті епіфітним луїзіанським мохом (Tillandsia usneoides). В підліску цих лісів також поширені вічнозелені рослини, зокрема воскові мірики (Myrica cerifera) та американські маслини (Cartrema americana). У найбільш вологих районах в підліску поширені різні види падубів (Ilex spp.), карликові пальметто (Sabal minor), сереноа (Serenoa repens) та представники родини вересових (Ericaceae). На відкритих територіях поблизу піщаних пляжів під спекотним сонцем процвітають різні види юки (Yucca spp.) та опунції (Opuntia spp.).
На майже пласких низовинах екорегіону зустрічаються одні з найрізноманітніших прісноводних водно-болотних угідь у Північній Америці. Близько 65 % всіх заболочених лісів нижніх штатів зустрічаються в цьому екорегіоні. В пишних лісах, що ростуть у заплавах річок, переважають болотяні кипариси (Taxodium distichum) та болотяні тупело (Nyssa biflora), а на берегах чорноводних річок — атлантичні кипарисики (Chamaecyparis thyoides).
У мішаних та широколистяних заболочених лісах переважають болотяні тупело (Nyssa biflora) та водяні тупело (Nyssa aquatica). Серед інших дерев, що зустрічаються в цих лісах, слід відзначити різні види дубів, зокрема водяні дуби (Quercus nigra), болотяні каштанові дуби (Quercus michauxii), черешневі дуби (Quercus pagoda), верболисті дуби (Quercus phellos) та ліроподібні дуби (Quercus lyrata), а також голі гікорі (Carya glabra) та водяні гікорі (Carya aquatica). В їх підліску зустрічаються трилопатеві азиміни (Asimina triloba).
Серед найбільш цікавих екосистем регіону слід відзначити покосіни та каролінські западини. Покосіни — це великі, пласкі, заболочені, піщані або торф'янисті ділянки, розташовані подалі від річок та струмків. На них ростуть поодинокі ставкові сосни (Pinus serotina) та густі вічнозелені чагарники, зокрема чорнильні падуби (Ilex glabra). Каролінські западини — це мілкі западини яйцеподібної форми, розкидані по прибережній рівнині від південного сходу Північної Кароліни до кордону між Південною Кароліною та Джорджією. У цих западинах зустрічаються болота або болотно-озерні комплекси, порослі болотяними кипарисами (Taxodium distichum), іншими деревами та чагарниками. Крім того, важливою частиною екорегіону є багато піщаних бар'єрних островів, зокрема Зовнішні мілини Північної Кароліни, які захищають лимани, лагуни та естуарії від руйнівного впливу океанічних хвиль.
Загалом екорегіон вирізняється одним з найвищих рівнів біорізноманіття серед усіх екорегіонів Північної Америки. Особливо важливими середовищами існування в ньому є низинні та заплавні ліси. Вони є сезонними притулками для багатьох видів тварин, зокрема для численних перелітних птахів. Також ці ліси створюють чіткий контраст з сосновими лісами та саванами, поширеними на навколишніх рівнинах, підтримують водні харчові мережі під час повеней та наземні під час сухого сезону. Нарешті, лінійний розподіл заплавних лісів сприяє місцевому та регіональному переміщенню видів, а річкові потоки підтримують ефективне розсіювання насіння та личинок водою. Інші середовища існування, такі як болота, є оселищем для багатих трав'янистих угруповань. Тут зустрічаються різноманітні ендемічні рослини-хижаки та інші види, а також деякі реліктові види, які збереглися в регіоні з часів останнього льодовикового періоду.

## Фауна
В межах екорегіону зустрічається 58 видів ссавців та близько 240 видів птахів. Серед поширених в регіоні ссавців слід відзначити білохвостого оленя (Odocoileus virginianus), барибала (Ursus americanus), сіру лисицю (Urocyon cinereoargenteus), руду рись (Lynx rufus), смугастого скунса (Mephitis mephitis), флоридського кролика (Sylvilagus floridanus), болотяного кролика (Sylvilagus palustris), сіру вивірку (Sciurus carolinensis), лисячу вивірку (Sciurus niger), звичайного ракуна (Procyon lotor), південну літягу (Glaucomys volans), віргінського опосума (Didelphis virginiana), дев'ятипоясного броненосця (Dasypus novemcinctus) та золотистого хом'ячка (Ochrotomys nuttalli). На берегах річок та озер поширені канадські бобри (Castor canadensis), канадські видри (Lontra canadensis), річкові візони (Neogale vison) та болотяні ондатри (Ondatra zibethicus), а в гирла річок іноді запливають американські ламантини (Trichechus manatus).
Руді вовки (Canis rufus) та північноамериканські пуми (Puma concolor couguar) були винищені в регіоні. У Північній Кароліні здійснювалися спроби реінтродукції рудих вовків у дику природу, однак вони виявилися не дуже вдалими. Станом на 2024 рік в дикій природі живуть близько 20 рудих вовків, а сам вид перебуває на межі зникнення.
Серед поширених в екорегіоні птахів слід відзначити віргінську перепелицю (Colinus virginianus), великого індика (Meleagris gallopavo), північну зенаїду (Zenaida macroura), каролінського дрімлюгу (Antrostomus carolinensis), каролінку (Aix sponsa), міктерію (Mycteria americana), віргінського пугача (Bubo virginianus), неоарктичну сову (Strix varia), білоголового орлана (Haliaeetus leucocephalus), ластівкохвостого шуляка (Elanoides forficatus), трибарвну чепуру (Egretta tricolor), флоридського дятла (Leuconotopicus borealis), каролінську гілу (Melanerpes carolinus), рубіновогорлого колібрі (Archilochus colubris), берегову ворону (Corvus ossifragus), каролінського поплітника (Thryothorus ludovicianus), болотяного овада (Cistothorus palustris), каролінського повзика (Sitta carolinensis), малого повзика (Sitta pusilla), каролінську гаїчку (Poecile carolinensis), гострочубу синицю (Baeolophus bicolor), лісового піві (Contopus virens), білоокого віреона (Vireo griseus), північного пісняра (Parula americana), чорнощокого пісняра-лісовика (Setophaga dominica), рудоголового пісняра-лісовика (Setophaga palmarum), соснового пісняра-лісовика (Setophaga pinus), сизу комароловку (Polioptila caerulea), східного блакитника (Sialia sialis), лісового дрозда (Hylocichla mustelina), соснового чінголо (Peucaea aestivalis) та червоного кардинала (Cardinalis cardinalis).
На узбережжі Атлантичного океану зустрічаються бурі пелікани (Pelecanus occidentalis), узбережні пастушки (Rallus crepitans), американські кулики-сороки (Haematopus palliatus), прибережні гракли (Quiscalus major) і приморські багновці (Ammospiza maritima) та зимують віргінські пастушки (Rallus limicola) і гострохвості багновці (Ammospiza caudacuta).
Герпетофауна екорегіону включає смугасту мулову черепаху (Kinosternon baurii), плямисту черепаху (Clemmys guttata), каролінську коробчасту черепаху (Terrapene carolina), кайманову черепаху (Chelydra serpentina), східну підв'язкову змію (Thamnophis sauritus), лісового гримучника (Crotalus horridus), каролінського аноліса (Anolis carolinensis) та широкоголового сцинка (Plestiodon laticeps). На болотах регіону зустрічаються міссісіпські алігатори (Alligator mississippiensis).

## Збереження
Близько 86 % природного рослинного покриву екорегіону було знищено або значно деградовано, зокрема 73 % лісів та 98 % луків та боліт. Лише близько 12 % екорегіону представлено незайманими лісами та водно-болотними угіддями. Особливо постраждали ліси довгохвойної сосни, поширені на заході регіону, а найкраще збереглися солоні болота та торф'яники. Основними загрозами для збереження природи екорегіону є розвиток сільського господарства, боротьба з пожежами, урбанізація, зокрема забудова прибережних районів, осушення водно-болотних угідь та перегородження річок. Темпи зростання населення в екорегіоні є одними з найвищих у світі.
Близько 6,3 % площі екорегіону є заповідними територіями. Природоохоронні території включають: Саваннський національний природний заповідник в Джорджії, Національний парк Конгарі, Національний природний заповідник острова Пінкні, Національний природний заповідник піщаних пагорбів Кароліни, Національний природний заповідник миса Ромен та Національний ліс імені Френсіса Меріона в Південній Кароліні, Національний ліс Кроатан та Національне узбережжя миса Гаттерас в Північній Кароліні, Національний заповідник Великого Похмурого болота та Заповідник вірджинського узбережжя у Вірджинії, Національне узбережжя острова Ассатіг та Державний парк Ассатіг в Меріленді, а також Національний природний заповідник Прім-Хук та Велике Кипарисове болото в Делавері.